# Листоноса змія Брауна
Листоноса змія Брауна (Phyllorhynchus browni) — неотруйна змія з роду листоносих змій родини вужевих. Має 4 підвиди.

## Опис
Загальна довжина досягає 50 см. Голова невелика з довгастою листоподібною лускою, яка закручується на поверхні рильця та використовується при ритті землі. Тулуб щільний з гладенькою лускою. Забарвлення темно—жовте або кремове з великими плямами або поперечними овалами темно—коричневого кольору.

## Спосіб життя
Полюбляє зарості чагарників у пустелі. Активна вночі. Харчується ящірками, особливо геконами та їх яйцями.
Це яйцекладна змія. Самиця відкладає від 2 до 5 яєць.

## Розповсюдження
Мешкає у південній Аризоні (США), мексиканських штатах Сонора та Синалоа.

## Підвиди
- Phyllorhynchus browni browni
- Phyllorhynchus browni fortitus
- Phyllorhynchus browni klauberi
- Phyllorhynchus browni lucidus